# Gare de Saint-Brieuc-Centrale
Ne doit pas être confondu avec Gare de Saint-Brieuc.
La gare de Saint-Brieuc-Centrale est une ancienne gare ferroviaire française située sur le territoire de la commune de Saint-Brieuc, préfecture du département des Côtes-d'Armor, en région Bretagne. Elle était desservie par le réseau départemental à voie métrique des Chemins de fer des Côtes-du-Nord.

## Situation ferroviaire

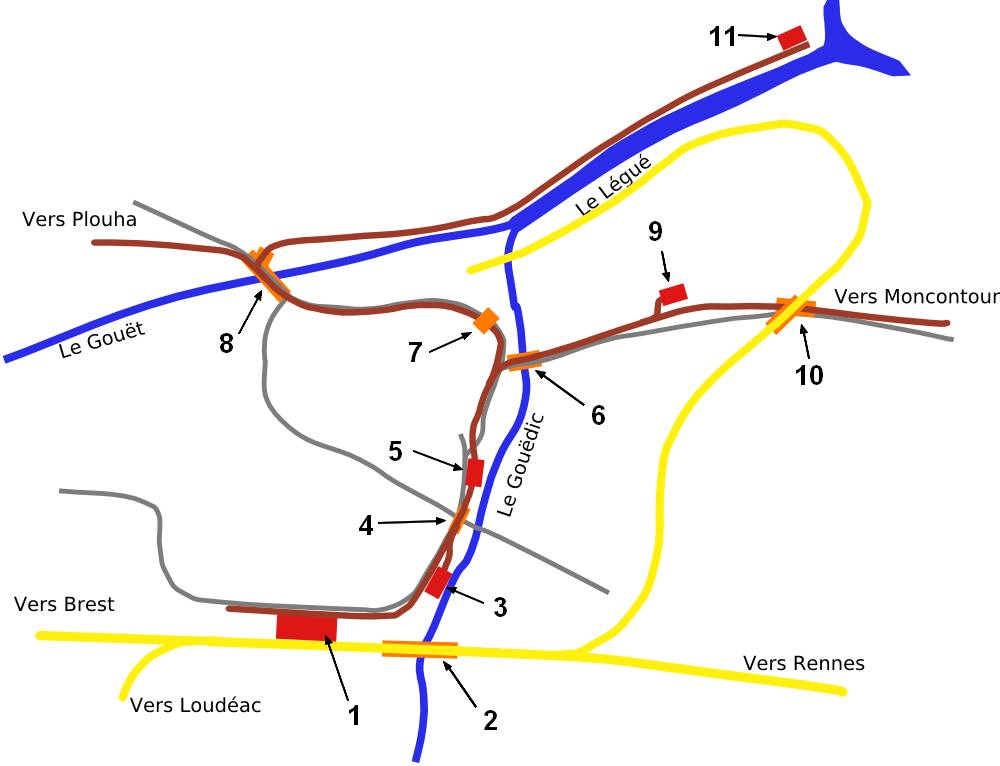
Plan des installations ferroviaires à Saint-Brieuc : la gare est le no 5.

Le réseau départemental était articulé autour de la préfecture du département : Saint-Brieuc. C'est dans cette ville qu'a été construite la gare centrale, centre névralgique du réseau. Cette gare était le point de départ de 4 lignes : Plouha, Le Phare, Moncontour et la gare de l'Ouest.

## Bâtiments
La gare est l’œuvre de l'ingénieur Louis Harel de la Noë, et a été construite entre 1902 et 1905. La voûte soutenant la charpente est supportée par huit arcs paraboliques. L'architecte David Cras s’est chargé de la reconversion du bâtiment, en 1995. Le bâtiment a été préservé sous l'action de l'association des chemins de fer des Côtes-du-Nord.
La marquise couvrait quatre voies. Un bâtiment situé latéralement à la marquise servait de bâtiment voyageur et de centre administratif du réseau.
Plusieurs bâtiments ont été ajoutés au cours de l'évolution du réseau.

Bâtiment de la gare
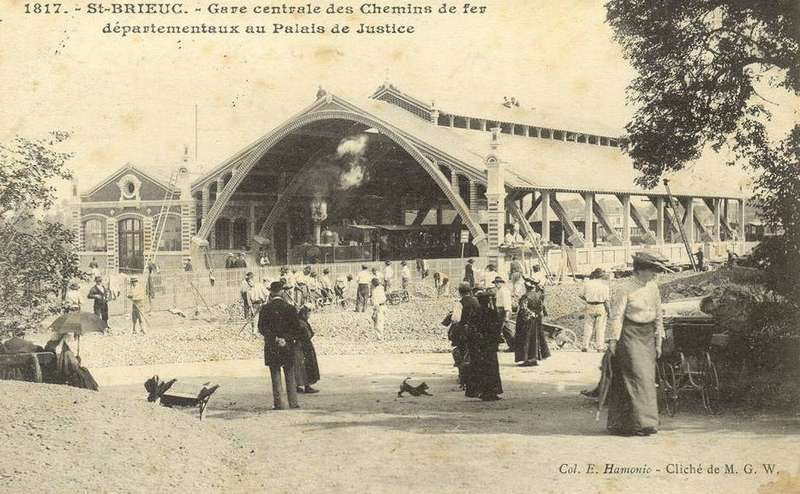
Construction.
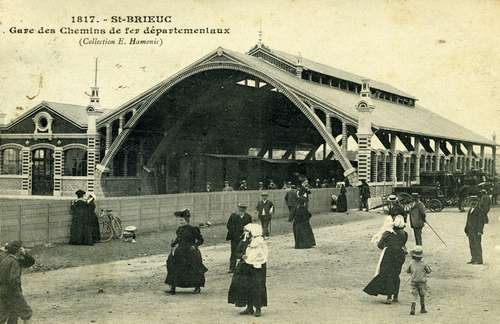
En 1905.
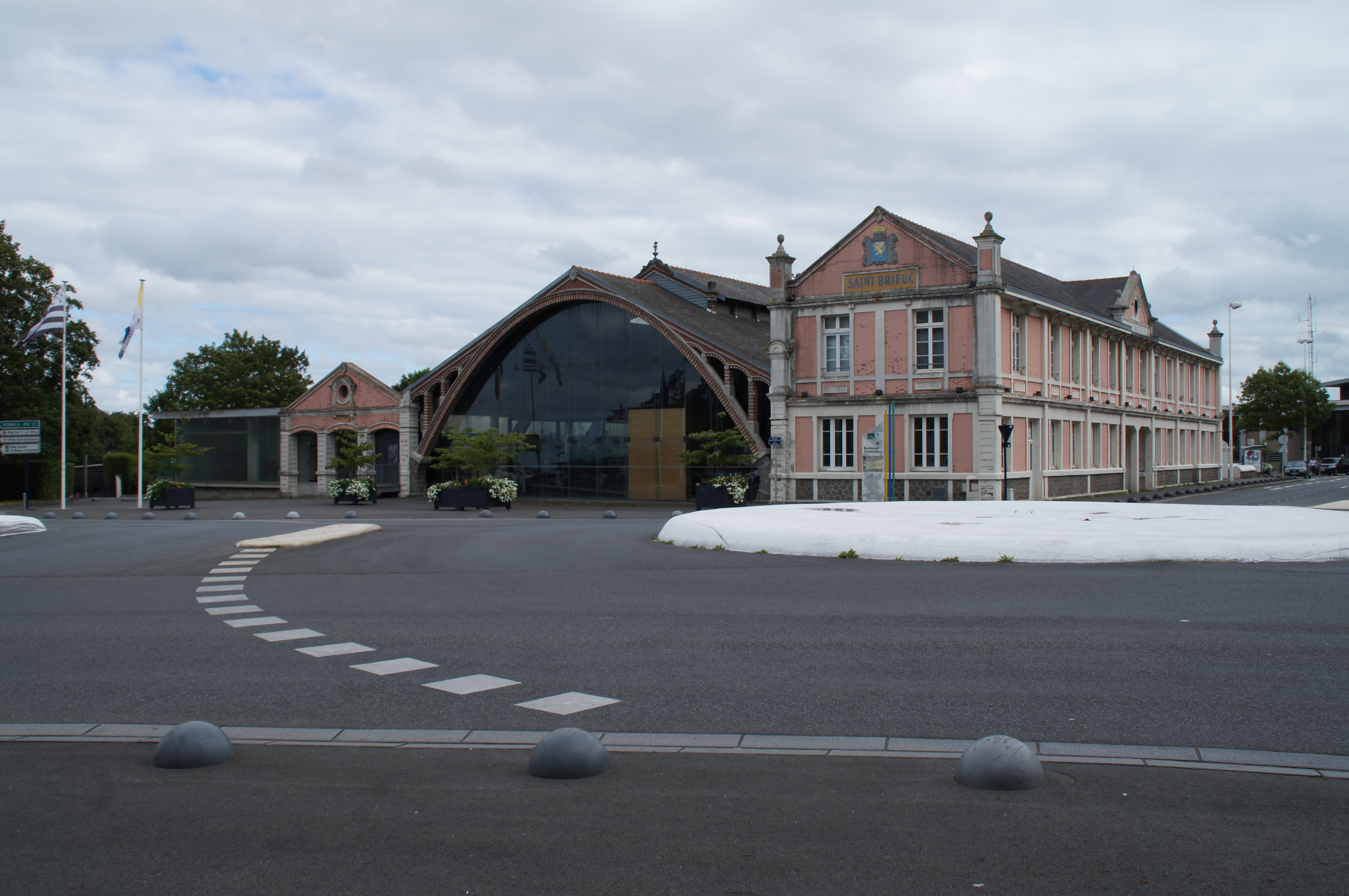
Restaurant universitaire en 2015.

## Préservation
A la fermeture du réseau départemental le 31 décembre 1956, la gare a été utilisée en tant que gare routière. Le bâtiment a été réaménagé pour accueillir un restaurant universitaire de 1999 à 2021. Il fait ensuite l'objet d'un appel à manifestation d'intérêt, remporté en 2024 par le promoteur immobilier costarmoricain Bleu Mercure qui prévoit d'y aménager un food court. 
Les parties subsistantes de la gare ont été inscrites au titre des monuments historiques le 3 mars 2014.